# 鸡蛋人
鸡蛋人是一个含有争议性的词汇，是香蕉人的反义词。香蕉人指皮肤血统等虽是黃種人，但思维文化等却是白人；而鸡蛋人则刚好相反，指外表如血统基因皮肤等虽是白人，但是却接受的是亚洲文化等黄种人的思维文化。
在欧美各国，有些深好中华文化的外籍人士自诩自嘲为鸡蛋人，而有一些在中国等亚洲地区土生土长的欧裔或者美裔等也常以此自称。
该词多指华化洋人。

## 近似稱呼
父親為澳洲人，母親為紐西蘭人，能操流利粵語的香港土生白人藝人陳明恩，雖然符合雞蛋人的定義，但她卻自稱是奶黃包（一種在粵式茶樓常見的點心，與雞蛋同樣是「白皮黃心」）。